# Bernd Brösdorf

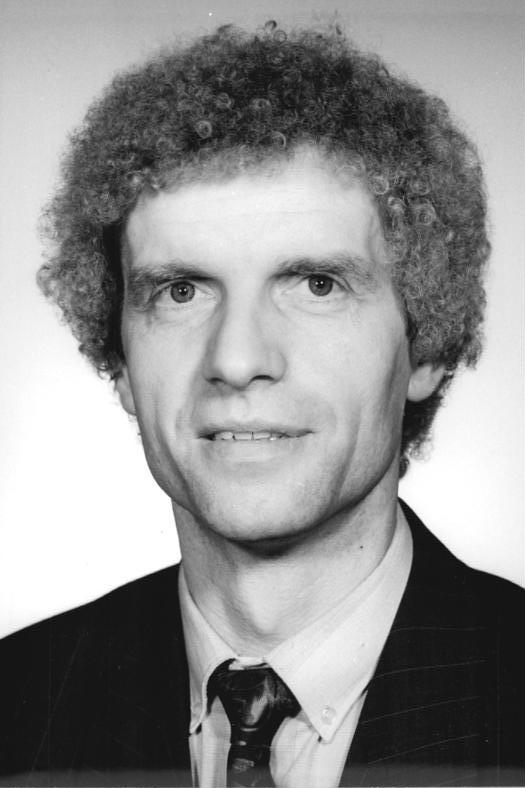
Bernd Brösdorf

Bernd Brösdorf (* 12. April 1949 in Leipzig) ist ein deutscher Politiker (SPD). Er war 1990 Abgeordneter der frei gewählten Volkskammer der DDR und Landesvorsitzender der SPD Thüringen.

## Leben und Beruf
Bernd Brösdorf studierte nach Abitur in Leipzig an der Bergakademie Freiberg und schloss das Studium als Diplom-Ingenieur für Metallurgie und Werkstofftechnik ab. Nach dem Examen arbeitete er als Konstrukteur, ab 1980 als Investbauleiter im Industriebau und seit 1986 als Oberbauleiter des Landschafts- und Grünanlagenbaus in Mühlhausen. Nach der Wende war er Geschäftsführer des Bowling-Center Mühlhausen, der SuperBowl F 1 Erfurt und der SuperBowl Weimar.
Bernd Brösdorf ist evangelischen Glaubens, verheiratet und hat zwei Kinder.

## Politik
Im Zuge der politischen Wende in der DDR gründete Brösdorf im Oktober 1989 in Mühlhausen eine Gruppe namens Veränderung jetzt. Am 5. Dezember 1989 organisierte die Gruppe die Gründungsversammlung des Mühlhäuser Orts- und Kreisverbandes der Sozialdemokratischen Partei in der DDR (SDP). Am 15. Dezember 1989 nahm er am Treffen der Thüringer SDP-Vertreter in der Harrasmühle bei Pößneck teil, auf dem die Gründung eines Landesverbandes in den historischen Grenzen des Landes Thüringen beschlossen wurde. Auf dem Gründungsparteitag der SPD Thüringen am 27. Januar 1990 in Gotha wurde Brösdorf als Vertreter des Bezirkes Erfurt zu einem von drei stellvertretenden Landesvorsitzenden gewählt.
Bei der Volkskammerwahl 1990 wurde er im Wahlkreis 04 (Erfurt) in die Volkskammer gewählt, der er vom 18. März 1990 bis zum 2. Oktober 1990 angehörte. Er war einer von nur zwei SPD-Abgeordneten in der Volkskammer, die am 22. August 1990 gegen die geplante deutsche Einigung zum 3. Oktober 1990 abstimmte. Wegen des unerwartet schlechten Abschneidens der SPD trat der SPD-Landesvorsitzende Wilfried Machalett nach der Wahl zurück, so dass Brösdorf ab März 1990 zunächst kommissarisch die Leitung des Landesverbandes übernahm. Auf dem zweiten Landesparteitag wurde er am 26. Mai 1990 in Bad Frankenhausen zum Landesvorsitzenden gewählt.
Am 16. August 1990 trat Brösdorf vom SPD-Landesvorsitz zurück, nachdem Vorwürfe der Mitarbeit mit dem Ministerium für Staatssicherheit (MfS) laut geworden waren. Während seines Wehrdienstes bei der NVA hatte ihn das MfS um Informationen über einen Bekannten gebeten, der einen Fluchtversuch aus der DDR unternommen hatte. Daraufhin sei Brösdorf an den betreffenden Bekannten herangetreten und sie hätten die Berichte für das MfS gemeinsam verfasst. Nach einiger Zeit habe das MfS den Kontakt zu Brösdorf wegen mangelnden Erkenntnisgewinns eingestellt und ihn als „untaugliche Person“ eingestuft.
Brösdorf ist nach wie vor in der SPD aktiv. 2015 war er Schatzmeister des SPD-Kreisverbandes Unstrut-Hainich-Kreis.

## Sport
Bernd Brösdorf gewann mit der HSG DHfK Leipzig 1973, 1974 und 1975 jeweils Bronze bei der DDR-Mannschaftsmeisterschaft im Badminton. Zur Mannschaft gehörten:
- 1973: Gerd Pigola, Volker Herbst, Wolfgang Böttcher, Frank Geißler, Joachim Gerhardt, Gerd Hachmeister, Helga Pöschel, Christel Sommer, Beate Herbst
- 1974: Gerd Pigola, Volker Herbst, Wolfgang Böttcher, Peter Rebel, Christel Sommer, Beate Herbst
- 1975: Gerd Pigola, Volker Herbst, Wolfgang Böttcher, Ralph Schieck, Peter Rebel, Jürgen Richter, Christel Sommer, Beate Herbst